# BHS Aviation
BHS Aviation Group ist eine Fluggesellschaft, deren Luftfahrzeuge von Privatpersonen und Geschäftsreisenden beispielsweise anstelle eines Linienflugs gechartert wird. Die BHS Aviation GmbH hat ihren deutschen Sitz in Bamberg auf dem Flugplatz Bamberg-Breitenau. Die Schweizer Basis der BHS Aviation AG ist in Glattbrugg bei Zürich am Flughafen Zürich.

## Geschichte
BHS Aviation wurde 2008 als BHS Helicopterservice gegründet und wickelt seitdem mit zwei Helikoptern vom Typ Airbus Helicopters H135 und AgustaWestland AW109SP den Werksverkehr für die rund 14 deutschen Niederlassungen des internationalen Automobilzulieferers Brose ab.
2016 wurde eine Kooperation mit der DC Aviation mit Sitz in Stuttgart vereinbart. Das Angebot von BHS Aviation umfasst dadurch den gewerblichen Personentransport an den Standorten Bamberg, Stuttgart und Zürich. Im Rahmen der Partnerschaft wurde die Betriebsgenehmigung von DC Aviation auf den gewerblichen Einsatz von Hubschraubern erweitert.
Seit 2018 sind Piloten der BHS Aviation durch Zertifikate des schweizerischen Bundesamts für Zivilluftfahrt (BAZL) berechtigt, Gebirgslandeplätze in der Schweiz anzufliegen. Dabei handelt es sich um Landestellen außerhalb von Flugplätzen und ohne Infrastruktur, die über 1100 Meter über dem Meer liegen und für Personentransporte zu touristischen Zwecken dienen, so die Definition des BAZL.

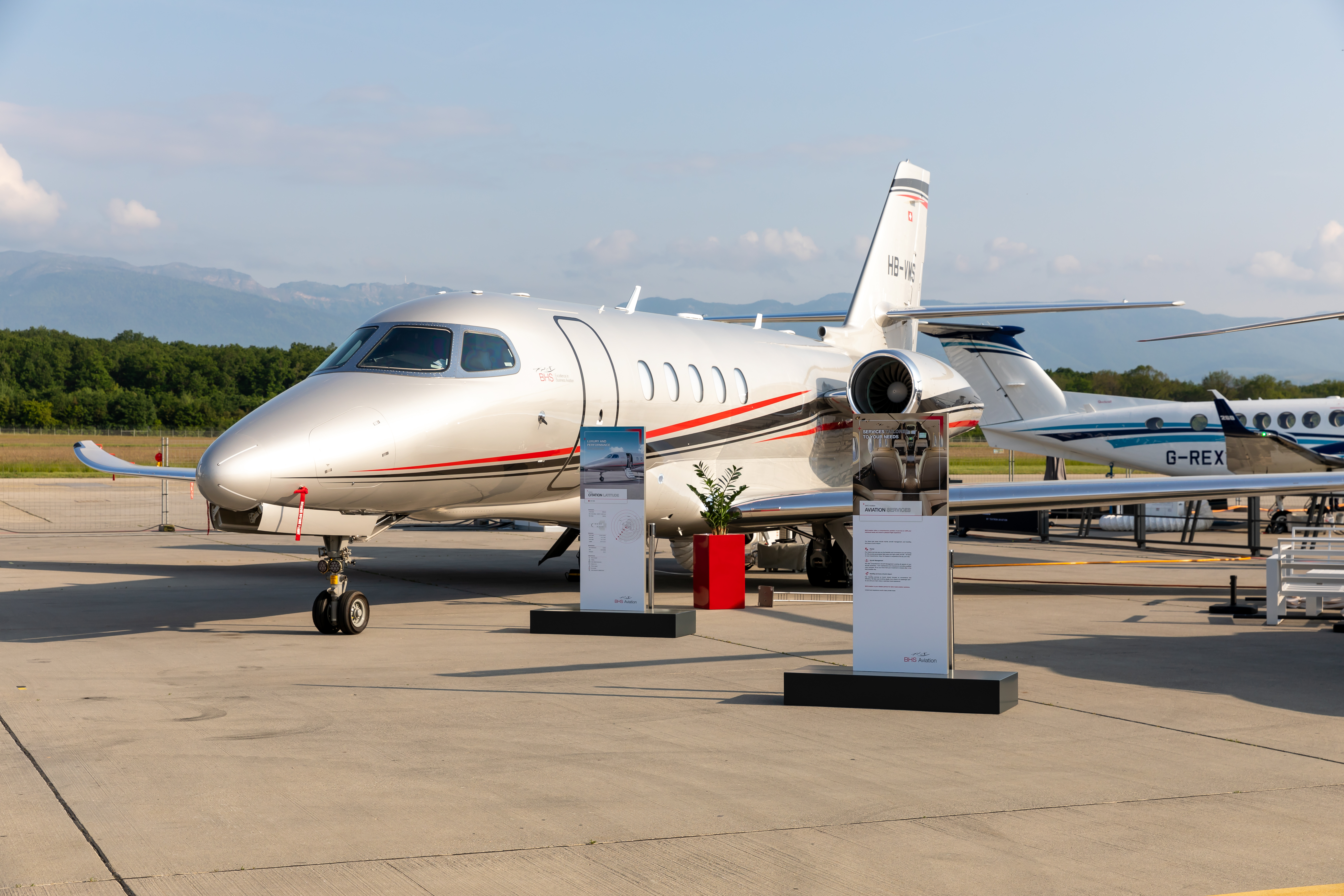
Cessna Citation Latitude der BHS Aviation

Nach Übernahme der DC Aviation Switzerland AG im Mai 2019 firmiert diese ab 1. Oktober 2019 als BHS Aviation AG, die BHS Helicopterservice als BHS Aviation GmbH. Von den Standorten Bamberg (Deutschland) und Zürich (Schweiz) sind somit drei Helikopter im Einsatz.
Die BHS Aviation GmbH Bamberg hat am 21. Oktober 2020 die Betriebsgenehmigung als Luftfahrtunternehmen vom Luftfahrtbundesamt erhalten. Das Air Operator Certificate (AOC) ist die Voraussetzung, Fluggäste, Post oder Fracht im gewerblichen Luftverkehr mit Helikoptern zu befördern. Zusätzlich hat die BHS Aviation die Zulassung zur Führung der Aufrechterhaltung der Lufttüchtigkeit (CAMO) für Hubschrauber bekommen.
Im Dezember 2022 hat die BHS Aviation AG ihre Flotte mit einer neuen Cessna Citation Latitude vergrößert. Seit dem Erhalt des Schweizer Air Operator Certificates (AOC) für Flächenflugzeuge am 13. Januar 2023 kann das Unternehmen auch individuelle Personen- und Geschäftsreisen mit Jets selbstständig durchführen.

## Flotte
Mit Stand Januar 2023 besteht die Flotte der BHS Aviation aus zwei Hubschraubern und einem Jet:
| Flugzeugtyp              | Anzahl | Standort                    | Luftfahrzeugkennzeichen | Anmerkungen | Sitzplätze |
| ------------------------ | ------ | --------------------------- | ----------------------- | ----------- | ---------- |
| Airbus Helicopters H135  | 1      | Flugplatz Bamberg-Breitenau | D-HBHS                  |             | 4          |
| Leonardo AW109SP         | 1      | Flugplatz Bamberg-Breitenau | D-HBFS                  |             | 4          |
| Cessna Citation Latitude | 1      | Flughafen Zürich            | HB-VMS                  |             | 8          |
| Gesamt                   | 3      |                             |                         |             |            |

## Ehemalige Hubschraubertypen
- Leonardo AW139

## Struktur / Standorte
Mit Stand Januar 2023 besteht die BHS Aviation Group aus:
- BHS Aviation GmbH, Sonderlandeplatz Bamberg-Breitenau, Deutschland
- BHS Aviation AG, Flughafen Zürich, Schweiz